# Superliga e Futbollit për Femra të Kosovës
Mistrzostwa Kosowa w piłce nożnej kobiet – rozgrywki piłkarskie kobiet w Kosowie. Pierwszą edycję mistrzostw rozegrano w sezonie 2010/2011. Od 2016 roku Kosowo jest członkiem UEFA, w tym samym roku po raz pierwszy mistrzynie Kosowa (KFF Hajvalia) przystąpiły do udziału w rozgrywkach kobiecej Ligi Mistrzów.

## Zwycięzcy
Lista zwycięzców rozgrywek sezon po sezonie:
| Sezon     | Zwycięzca     |
| --------- | ------------- |
| 2010/2011 | Kosova        |
| 2011/2012 | Kosova        |
| 2012/2013 | FFC Prishtina |
| 2013/2014 | FFC Prishtina |
| 2014/2015 | FFC Prishtina |
| 2015/2016 | KFF Hajvalia  |
| 2016/2017 | KFF Hajvalia  |
| 2017/2018 | KFF Mitrovica |
| 2018/2019 | KFF Mitrovica |
| 2019/2020 | KFF Mitrovica |
| 2020/2021 | KFF Mitrovica |
| 2021/2022 | KFF EP-COM    |